# Maurizio Zaccaro
Maurizio Zaccaro (Milano, 8 maggio 1952) è un regista, sceneggiatore e scrittore italiano.

## Biografia
Nel 1992 ha vinto il David di Donatello per il miglior regista esordiente con il film Dove comincia la notte e il premio Solinas per la sceneggiatura di L'Articolo 2. 
Ha ottenuto cinque candidature e un David di Donatello con Il carniere (1997) e Un uomo perbene (1999), premio Pasinetti per la migliore regia in occasione della 56ª Mostra internazionale d'arte cinematografica di Venezia.
Dal 2000 al 2011 ha diretto anche diverse fiction e documentari, fra i quali Il Piccolo, Un foglio bianco, Adelante Petroleros - L'oro nero dell'Ecuador, La felicità umana.
Nel 2017 ha pubblicato per Maggioli Editore il suo primo romanzo Bleu.
Nel 2018 ha realizzato il film Nour, tratto dal libro Lacrime di sale, scritto da Pietro Bartolo, medico di Lampedusa.
Nel 2020 ha pubblicato per Vallecchi Editore La scelta - L'amicizia, il cinema, gli anni con Ermanno Olmi. Sempre per Vallecchi Editore ha fatto uscire nel 2022 Sotto il sole - racconti di uomini, animali e ombre.
Negli anni è stato direttore artistico di numerosi progetti culturali fra i quali il San Marino International Film Festival e il Montefeltro Film School Festival.
Non è presente su alcun social media.

## Filmografia

### Cinema
- R.A.F. (Reperto Archeologico Filmico) – cortometraggio (1979)
- Overkill – cortometraggio (1981)
- In coda alla coda  (1989)
- Dove comincia la notte (1991)
- La valle di pietra (1992)
- L'Articolo 2 (1993)
- Testa Matta (Cervellini fritti impanati)[1] (1996)
- Il carniere (1997)
- Un uomo perbene (1999)
- Nour (2019)

### Televisione
- La missione – miniserie TV (1998)
- Cristallo di rocca - Una storia di Natale – film TV (1999)
- Un dono semplice – film TV (2000)
- Cuore, regia di Maurizio Zaccaro – miniserie TV (2001)
- I ragazzi della via Pál – miniserie TV (2003)
- Al di là delle frontiere, regia di Maurizio Zaccaro – miniserie TV (2004)
- Il bell'Antonio – miniserie TV (2005)
- Mafalda di Savoia - Il coraggio di una principessa – miniserie TV (2006)
- Il bambino della domenica – miniserie TV (2008)
- 'O professore – miniserie TV (2008)
- Lo smemorato di Collegno – miniserie TV (2009)
- Le ragazze dello swing – miniserie TV (2010)
- A testa alta - I martiri di Fiesole – film TV (2014)
- Il sindaco pescatore – film TV (2016)
- Giustizia per tutti – miniserie TV (2022)[2]
- Fernanda – film TV (2023)[3]

### Documentari
- Il piccolo (2009)
- Un foglio bianco - Appunti su il villaggio di cartone (2011)
- Come voglio che sia il mio futuro (2012)
- Adelante Petroleros! L'oro nero dell'Ecuador (2013)
- Il piccolo fiume - Luoghi e persone di cui voglio riferire (2014)
- La felicità umana - Human Happiness (2016)
- Nazareno Strampelli - Il mago del grano (2025)

## Riconoscimenti
- 1981 – Internationalen Kurzfilmtage Oberhausen – Jusopreis per Overkill (cortometraggio)
- 1991 – Premio Solinas alla sceneggiatura di L'Articolo 2
- 1992 – David di Donatello miglior regista esordiente per Dove comincia la notte
- 1992 – Grolla d'Oro miglior sceneggiatura per Kalkstein – La valle di pietra
- 1992 – Gran Premio O.C.I.C. (Office Catholique International du Cinèma) – Montreal Film Festival per Kalkstein – La valle di pietra
- 1993 – Targa Anec miglior film per Kalkstein – La valle di pietra
- 1993 – Premio San Fedele miglior film per Kalkstein – La valle di pietra
- 1997 – Prix Sergio Leone al Festival di Annecy per Il carniere
- 1997 – Premio Sergio Amidei miglior sceneggiatura per Il carniere
- 1997 – FIBA d'Or al Festival Internazionale di Biarritz per La missione
- 1999 – Premio Pasinetti – 56ª Mostra Internazionale d'Arte cinematografica di Venezia per Un uomo perbene
- 2004 – Efebo d'oro miglior regia per Al di là delle frontiere
- 2005 – Golden Chest al TV I.F.F. di Plovdiv per Il bell'Antonio
- 2011 – Ninfa d'oro miglior miniserie al 51º Festival della televisione di Monte Carlo per Le ragazze dello swing
- 2011 – Magnolia d'oro miglior regista Festival Internazionale di Shanghai per Le ragazze dello swing
- 2016 – Premio Moige miglior film, e premio Charlot miglior regia a Il sindaco pescatore
- 2016 – Premio Speciale della Giuria al 4° Peace Film Fest per il film La felicità umana
- 2019 – Menzione speciale al 37° Torino Film Festival per il film Nour
- 2020 – Prix du Public al 31º Festival di Bastia per il film Nour
- 2020 – Premio al miglior film e Premio del Pubblico al 20º Festival Cinema di Frontiera per il film Nour
- 2021 – Premio del Pubblico al 34º Festival Internazionale del Cinema di Bolzano per il film Nour
- 2021 – Premio al miglior film e Premio del Pubblico al 2º Marettimo Film Festival Festival per il film Nour
- 2023 –  Premio Moige miglior film a Fernanda
- 2023 –  Nomination Nastri d'Argento miglior film tv a Fernanda

## Editoria
- Bleu - Maggioli Editore, 2017
- La Scelta - l'amicizia, il cinema , gli anni con Ermanno Olmi - Vallecchi Editore - 2020
- Sotto il sole - racconti di uomini, animali e ombre -  Vallecchi Editore - 2022